# Саарикиви, Янне
Я́нне Са́нтери Са́арикиви (фин. Janne Santeri Saarikivi; род. 29 мая 1973, Хельсинки, Финляндия) — финский лингвист, филолог, профессор университета Хельсинки.

## Биография
В 1998 году окончил магистратуру университета Хельсинки, где изучал финно-угорское и славянское языкознание, теологию.
В 2006 году защитил докторскую диссертацию «Substrata Uralica. Исследования по финно-угорскому субстрату северо-русских диалектах» (приз за лучшую диссертацию от Общества изучения финского языка, 2007).
C 2009 года работает в должности профессора финно-угроведения университета Хельсинки. Руководит докторскими диссертациями в Хельсинкском и Тартуском университетах. Вёл исследования и преподавал в России, Эстонии, Венгрии, Норвегии, Румынии, Германии. Участник многих лингвистических экспедиций, связанных с изучением языка вепсов, карелов, саамов.

## Научная работа
Является известным специалистом в области финно-угорской исторической лексикологии, топонимии. Основные работы посвящены языковым контактам финно-угорского и славянского населения на Русском Севере, субстратной топонимии Русского Севера, социолингвистическим проблемам сохранения малых финно-угорских языков.
Является членом ряда ученых советов, а также редколлегий научных журналов, в том числе журналов «Вопросы ономастики», «Onomastica Uralica», «Võru instituudi toimetised», «Uralica Helsingiensia».
Полиглот. Владеет северносаамским языком и рядом саамских диалектов, знает карельский и вепсский, коми и удмуртский, мордовский и марийский языки, латынь и греческий, английский и немецкий, из славянских языков хорошо говорит на русском, а также владеет, например, арабским, турецким и японским языками.